# Lettera dei Corinzi a Paolo
La Lettera dei Corinzi a Paolo è una breve lettera scritta in greco verso la seconda metà del II secolo, che sarebbe stata scritta dalla comunità cristiana di Corinto in risposta all'apostolo Paolo di Tarso, autore di due lettere indirizzate a stessa comunità (Prima e Seconda lettera ai Corinzi); lo scambio epistolare sarebbe poi stato concluso dalla Terza lettera ai Corinzi.
Originariamente faceva parte degli Atti di Paolo, ma si è conservata in maniera indipendente.

## Canonicità
Dal punto di vista canonico, è considerata un apocrifo del Nuovo Testamento. Per un certo periodo è stata accolta nel canone armeno.

## Contenuto
Nella lettera, la comunità cristiana di Corinto chiede consiglio a Paolo di Tarso a riguardo degli insegnamenti di Simone e Cleobio. Dalla descrizione presentata, questi due maestri insegnerebbero una dottrina gnostica: rifiutano i profeti dell'Antico Testamento, negano l'onnipotenza di Dio e la sua creazione dell'uomo, rigettano la risurrezione e sostengono che il corpo di Gesù non fu reale e che egli non nacque da Maria.
Proprio il contenuto gnostico di questa presunta predicazione fa ritenere l'opera composta nel II secolo, quando si diffuse lo gnosticismo cristiano.